# Lípy v Hajništi
Lípy v Hajništi byla skupina památných stromů v Hajništi, části Nového Města pod Smrkem, sídla na severu České republiky, ve Frýdlantském výběžku Libereckého kraje.

## Poloha a historie
Stromy rostly na zahradě domu číslo popisné 66 v Hajništi. Při jižní straně zahrady je vedena silnice číslo II/291 spojující Frýdlant přes Nové Město pod Smrkem a následně s hraničním přechodem na česko-polské státní hranici. Severovýchodním směrem se do výše 522 m n. m. zvedá vrchol Nad nádražím. O prohlášení stromů za památné rozhodl městský úřad v Novém Městě pod Smrkem, který 25. srpna 2004 vydal příslušný dokument, jenž nabyl účinnosti 13. září 2004. Dne 18. listopadu 2013 byla provedena obhlídka stromů, při níž pochůzkář konstatoval rozsáhlé napadení obou stromů dřevokaznou houbou šupinovkou kostrbatou (Pholiota squarrosa). Následující rok došlo 4. února na sousedním pozemku vlivem silného větrného poryvu k vyvrácení stromu, jenž měl obdobné rozměry a parametry jako obě chráněné lípy. Proto úřad, který památkovou ochranu vyhlásil, rozhodl o sejmutí ochrany a o pokácení stromů, aby neohrožovaly jak provoz na silniční komunikaci, tak rovněž obytné domy v jejich blízkosti. Rozhodnutí o zrušení nakonec bylo vydáno 18. března 2014 a téhož dne nabylo účinnosti.

## Popis
Oba stromy byly lípy malolisté (Tilia cordata) a jejich stáří se odhadovalo na 150 až 180 let. Jeden v době prohlášení za památný strom dosahoval výšky 30 metrů a obvod jeho kmene měřený ve výšce 1,3 metru nad terénem činil 380 centimetrů. Druhý strom dosahoval výšky 25 metrů a obvod kmene měřený ve stejných parametrech odpovídal 345 centimetrům. Kolem stromů se rozkládalo ochranné pásmo, jež mělo tvar půlkruhu o poloměru 12,5 metru, respektive 11 metrů.